# 克拉克陨石坑
克拉克陨石坑（Clark）是月球背面南半球的一座大撞击坑，其名称取自美国光学设计师、天文学家阿尔万·克拉克（1804年-1887年）和他的小儿子，美国天文学家及望远镜制造商阿尔万·格雷厄姆·克拉克（1832年–1897年），1970年被国际天文学联合会正式批准接受。

## 描述

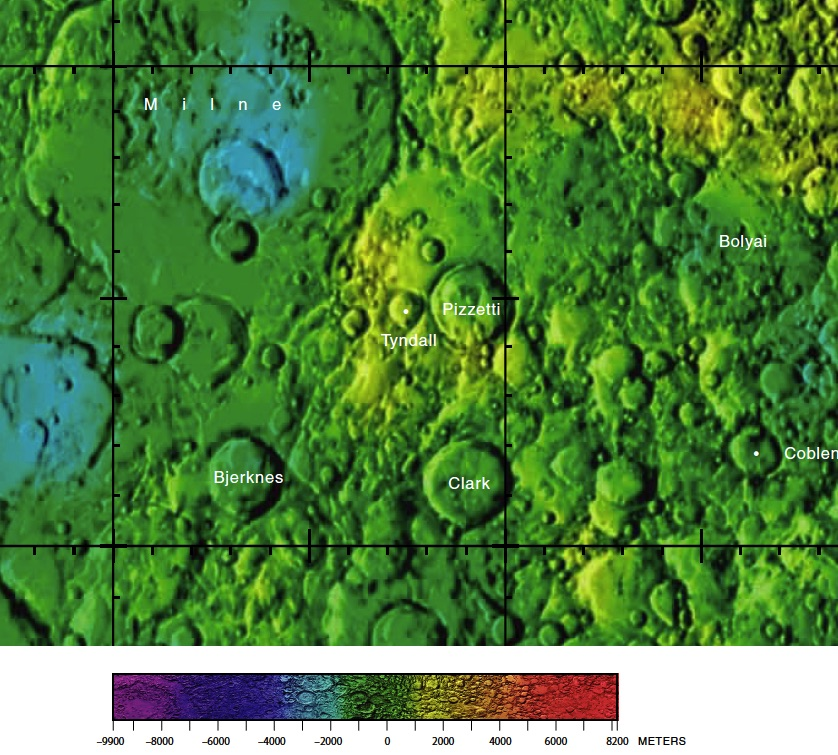
克拉克陨石坑的周边，月球背面详图。

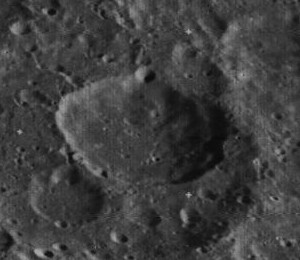
月球轨道器3号拍摄的南向斜视图

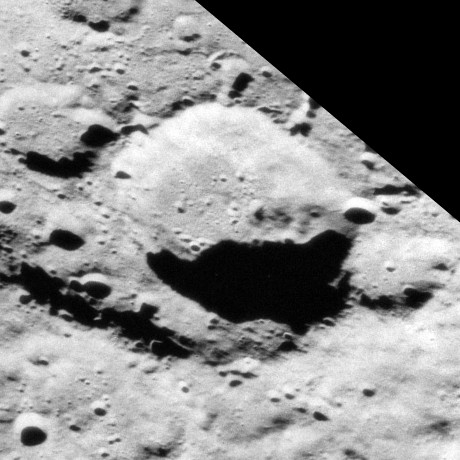
阿波罗17号拍摄的东向斜视图

该陨坑西侧毗邻比耶克尼斯陨石坑；北面坐落着廷德尔陨石坑和皮泽蒂环形山；鲍耶环形山位于它的东北；东侧则是科布伦茨陨石坑；克拉克陨石坑的东南和西南分别为卡弗环形山和普森环形山；南面横亘着范德瓦耳斯环形山。该陨坑的中心月面坐标为38°24′S 118°54′E / 38.4°S 118.9°E，直径52.11公里，深度为2.376公里。
克拉克陨石坑位于一座无名古陨坑内西侧，外形呈多边形状，整体已明显损毁，其南侧壁坐落着一座醒目的杯形小月坑，而东北坑沿覆盖有一群小撞击坑。陨坑内侧壁狭窄而平整，坑壁高出周边地形1140米，内部容积约有2201.23立方千米。碗状的坑底宽阔而平坦，西部地表覆盖了内壁坍塌的岩石，除散布的大量小陨坑外，坑内无典型的地貌结构。从坑内小陨坑的磨损程度看，它们大约与克拉克陨石坑形成于同一时间。

## 卫星陨石坑
按惯例，最靠近克拉克陨石坑的卫星坑在月图上以字母标注在该坑中心点的旁边。

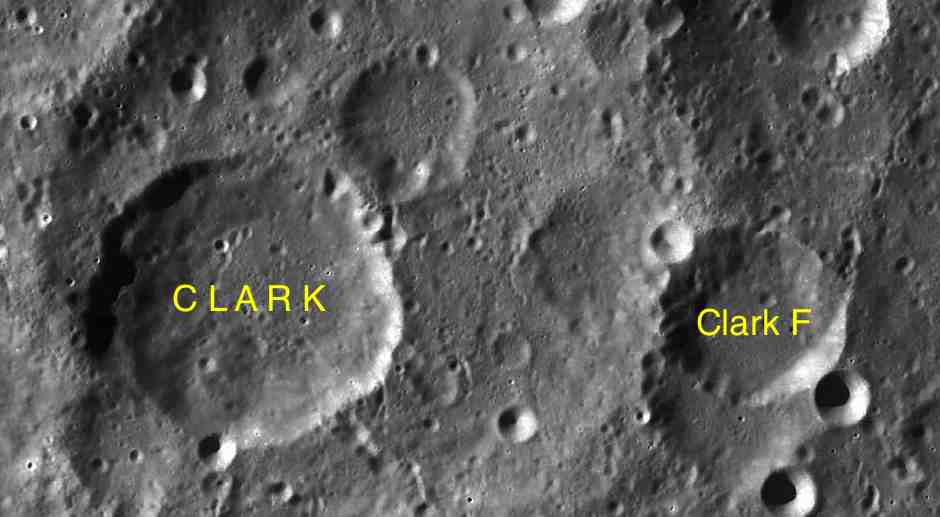
LAC-117 月图

| 克拉克 | 纬度     | 经度      | 直径      |
| ------ | -------- | --------- | --------- |
| F      | 38.65° S | 123.07° E | 31.97公里 |

- 卫星坑克拉克 F形成于雨海纪[4]。

## 另请参阅
- Andersson, L. E.; Whitaker, E. A. . NASA RP-1097. 1982.
- Blue, Jennifer. . USGS. July 25, 2007  [2007-08-05]. （原始内容存档于2018-12-25）.
- Bussey, B.; Spudis, P. . New York: Cambridge University Press. 2004. ISBN 978-0-521-81528-4.
- Cocks, Elijah E.; Cocks, Josiah C. . Tudor Publishers. 1995. ISBN 978-0-936389-27-1.
- McDowell, Jonathan. . Jonathan's Space Report. July 15, 2007  [2007-10-24]. （原始内容存档于2018-12-25）.
- Menzel, D. H.; Minnaert, M.; Levin, B.; Dollfus, A.; Bell, B. . Space Science Reviews. 1971, 12 (2): 136–186. Bibcode:1971SSRv...12..136M. doi:10.1007/BF00171763.
- Moore, Patrick. . Sterling Publishing Co. 2001. ISBN 978-0-304-35469-6.
- Price, Fred W. . Cambridge University Press. 1988. ISBN 978-0-521-33500-3.
- Rükl, Antonín. . Kalmbach Books. 1990. ISBN 978-0-913135-17-4.
- Webb, Rev. T. W.  6th revised. Dover. 1962. ISBN 978-0-486-20917-3.
- Whitaker, Ewen A. . Cambridge University Press. 1999. ISBN 978-0-521-62248-6.
- Wlasuk, Peter T. . Springer. 2000. ISBN 978-1-85233-193-1.